# 尹錫悅逮捕行動
2025年1月3日，韩国高级公职者犯罪调查处和警方到总统官邸试图逮捕总统尹锡悦。尹锡悦自2024年12月14日国会通过弹劾案使其停职之后一直留在总统官邸与世隔绝。12月31日，首爾西部地方法院对尹锡悦发出逮捕令。经历两次抓捕行动后，韓國總統尹錫悅最終在2025年1月15日上午10時左右被韓國公調處正式逮捕，成为韩国历史上首位被拘捕的在任总统。由此將他移送至公調處所在地果川辦公大樓進行偵訊，隨後將再移送至首尔看守所，直至3月8日獲釋。

## 背景
2024年12月3日，韩国总统尹锡悦通过电视讲话宣布全国紧急戒严。他表示戒严是因为控制国会的反对党滥用弹劾意图瘫痪政府政府，为了保卫韩国免受北韓的威胁和消灭反国家分子才特此宣布。除此之外，尹锡悦还下令逮捕朝野领导人。12月4日，戒严军闯入国会议事堂意图阻止议员解除，但戒严还是在190名议员一致同意后解除。
不久后的12月14日，尹锡悦遭到国会弹劾，由国务总理韩悳洙代理，但仍处于停职状态直至宪法法院裁决。12月27日，韩悳洙也遭弹劾，由副总理崔相穆代理总统和总理职务。

## 调查与逮捕令
2024年12月11日，韩国警方试图搜查总统办公室对尹锡悦戒严案调查，但遭到总统警卫处阻拦而失败。同日，前国防部长金龙显在看守所自杀失败。警察厅厅长赵智浩和首尔警察局局长金奉植被捕。
除此之外，警方还进入联合参谋本部展开调查。12月12日，陆军首都防卫司令部遭到检察官突击搜查。次日，首都防卫司令官李镇雨被捕。于此同时，京畿南部警察厅遭到扣押搜查。据悉，京畿南部警察厅在戒严时向京畿道果川市的中央选举管理委员会大楼和选举研修院派遣警察。
尹锡悦自12月12日前往总统办公室发表电视讲话后便一直待在总统官邸。12月31日，国会以191比71票成立特别委员会调查尹锡悦叛乱罪，委员会存在45天也就是将会在2025年2月13日解散。委员会由18名议员组成，分別是10名共同民主党议员、7名国民力量议员和1名无党籍议员。
12月18日、25日和29日，尹锡悦三度拒绝调查传唤，他的辩护律师尹甲根表示公调处无权调查叛乱罪。12月30日，调查机关向法院申请逮捕令。12月31日，首尔西部地方法院对尹锡悦发布逮捕令。这份逮捕令首個有效期一周，持续到1月6日。
2025年1月1日，尹锡悦向支持者发表声明中表示国家正因内忧外患而处在水深火热之中，称将和支持者一起战斗至最后一刻，保卫家园。反对党议员表示尹锡悦的言论具有煽动性，共同民主党发言人赵成表示尹锡悦痴心妄想，还煽动冲突。

## 第一次拘捕行动

第一次拘捕行动对峙事件中各重点位置的地理图

2025年1月3日凌晨6点14分，公调处调查人员从果川政府大楼出发前往总统官邸附近和警察会面。公搜处紧急戒严专案小组队长、调查三部部长检察官率领的调查团在7点21分抵达总统官邸外。7点30分，大约600名尹锡悦支持者在总统官邸附近集会表示会用生命阻止尹锡悦被捕。拘捕队伍由150人组成，其中有30人是属于公调处，其余120人皆属于警方特别侦查团。虽然拘捕队伍有150人，但只有80名人员进入总统官邸内，其余70人在外待命。为了维持秩序，警方还派遣了2700名警察前往现场。行动开始前，警方封锁了汉南大路的部分路段。
8点02分行动开始，拘捕队伍在清除路障后进入总统官邸内。8点04分，拘捕队伍和陆军首都防卫司令部的第55警备团发生对峙。据悉第55警备团根据《总统警卫法》是编入总统警卫处，军方无指挥权。9点05分，由于拘捕队伍和总统警卫处持续对峙，拘捕队伍增加人员。9点50分，拘捕队伍突破第一和第二道防线，在接近总统官邸建筑前与最近距离保护总统的警卫对峙。10点10分，调查本部出示逮捕令给总统警卫处处长朴钟俊，要求其协助。但朴钟俊以《警卫法》和总统官邸是警卫区为由拒绝。公调处负责人吴东运曾警告总统警卫处，如果阻碍拘捕行动将构成滥用权力和妨碍司法公正罪。共同民主党院内代表朴赞大表示任何阻碍拘捕行动的人将会被控煽动叛乱和妨碍公务。
中午时分，尹锡悦律师团从大门进入总统官邸。尹锡悦辩护律师尹甲根表示拘留令是非法无效的。他还表示公调处无权调查内乱案，并对其试图利用警察对一级军事机密保护区和警卫区动武表示遗憾。公调处官员表示拘捕队伍在距离总统官邸建筑200公尺处遭到总统警卫处的200人组成的人墙、10辆巴士和客车阻挡。除此之外，双方还发生了肢体冲突。1点30分，公调处宣布出于安全考量停止拘捕行动。

## 第一次拘捕後續
首次逮捕未果后，共同调查本部对总统警卫处长朴钟俊、警卫次长金成勳以涉嫌妨碍执行特殊公务为由立案调查。朴钟俊決定辭職。1月4日，公调处要求代总统崔相穆请求其协调指挥总统警卫处配合执行尹锡悦逮捕令，但未得到回复。共同民主党於是以涉嫌“玩忽职守”为由向警方检举崔相穆。1月6日，共同调查本部向首尔西部地方法院提交对总统逮捕令期限延长申请。1月7日，法院批准延长逮捕令期限。

## 第二次拘捕行動

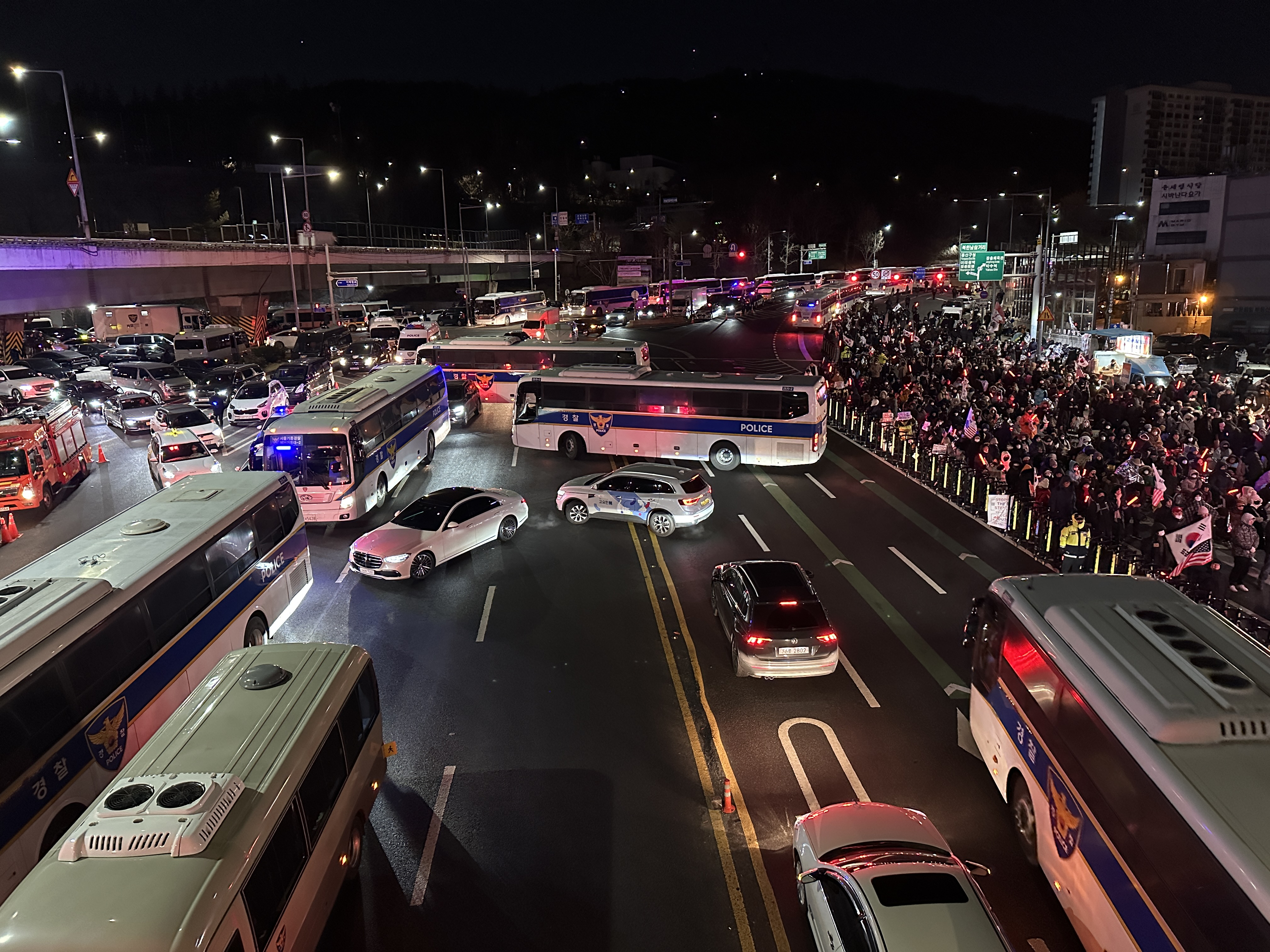
第二次拘捕行動前，尹錫悅官邸附近的示威者和警察

2025年1月15日凌晨4点20分，韩国高级公职者犯罪调查处和大批警察到达总统官邸，再次试图执行逮捕尹锡悦。公调处和警方冲破尹锡悦辩护团队和执政党国民力量议员筑起的人墙进入官邸内，双方在此过程中发生肢体冲突。官邸入口处的路障被成功拆除，警方于6时13分试图用护送车辆进入官邸，并与阻止人员对峙。
双方就执行拘留事宜进行沟通协调。公调处负责人说，公调处争取执行拘留尹锡悦，暂不考虑尹锡悦主动到案受讯的方案。随后，多辆汽车驶出总统官邸。公调处证实尹锡悦于10时33分被正式逮捕，其后乘坐警卫车辆被押送前往公调处。公调处和警方又以涉嫌妨碍执行特殊公务为由，將总统警卫处代处长金成勳逮捕。

## 第二次拘捕後續
公調處人員表示尹錫悅拒絕作供，行使保持沉默的權利。目前拘留訊問的期限只有48小時，尹錫悅將在首爾拘留中心過夜。尹錫悅在被捕前預先錄製的影片中表示，為了防止任何令人不快的流血事件，願意接受調查，並非承認調查有效合法，又稱韓國法治「完全崩潰」。
尹锡悦被捕后，大批尹锡悦支持者在公調處附近举行集会，有一人在公調處停车场自焚身亡。尹錫悅被捕翌日，其律師團隊向首爾中央地方監察廳控告公調處處長吳東運和警察廳國家偵察本部長禹鐘壽涉嫌發動內亂。
1月19日凌晨，首尔西部地方法院以“嫌疑人可能销毁证据”为由批准针对尹锡悦的拘留令，部分尹锡悦支持者闯入法院进行破坏。韩国代总统崔相穆、韩国大法院以及尹锡悦本人均表示不认同暴力行为。韓國警方20日表示，會對襲擊首爾西部地方法院的66人依次申請拘捕令。

## 释放
3月7日，首爾中央地方法院批准尹錫悅提出的拘留取消申請，他將在非羈押狀態下繼續接受彈劾審判。
检察总长沈雨廷选择不对取消拘留的法庭命令提出上诉后，3月8日，尹錫悅在經歷52天羈押後被釋放。。共同民主党随后斥责检察机关是“尹錫悅的帮凶之一”。  该党随后要求检察总长沈雨廷辞职，因为他放弃了就地方法院判决向更高一级法院上诉的权利，并称该判决是“不可接受的宽大处理”。然而，该请求后来被驳回。  韩国大法院大法官千大燁12日发表意见称，考虑到韩国每年提起的1000多起拘留解除诉讼，尹锡烈的释放属于特例。他建议解决本案中“法院判例”中存在的混淆问题，并由上级法院进行评估。 